# Робінс (авіабаза)
Авіаба́за Робінс (англ. Robins Air Force Base, (IATA: WRB, ICAO: KWRB, FAA ідент. місц.: WRB) — чинна військово-повітряна база Повітряних сил США розташована поблизу Ворнер-Робінс в окрузі Х'юстон штату Джорджія. Авіабаза, що носить ім'я бригадного генерала Августина Ворнера Робінса, якого вважають «батьком логістики» ПС, розміщується на південному сході від міста Мейкон на відстані 160 км від столиці штату Атланти.
На території бази розташований Логістичний центр Ворнена Робінса (англ. Warner Robins Air Logistics Complex) Командування матеріального забезпечення Повітряних сил США, котрий є основним хабом забезпечення літаками, двигунами, ракетами, програмним обладнанням, авіонікою та іншими компонентами авіаційного оснащення й озброєння.
База Робінс є основним пунктом дислокації 78-го авіаційного крила.

## Галерея

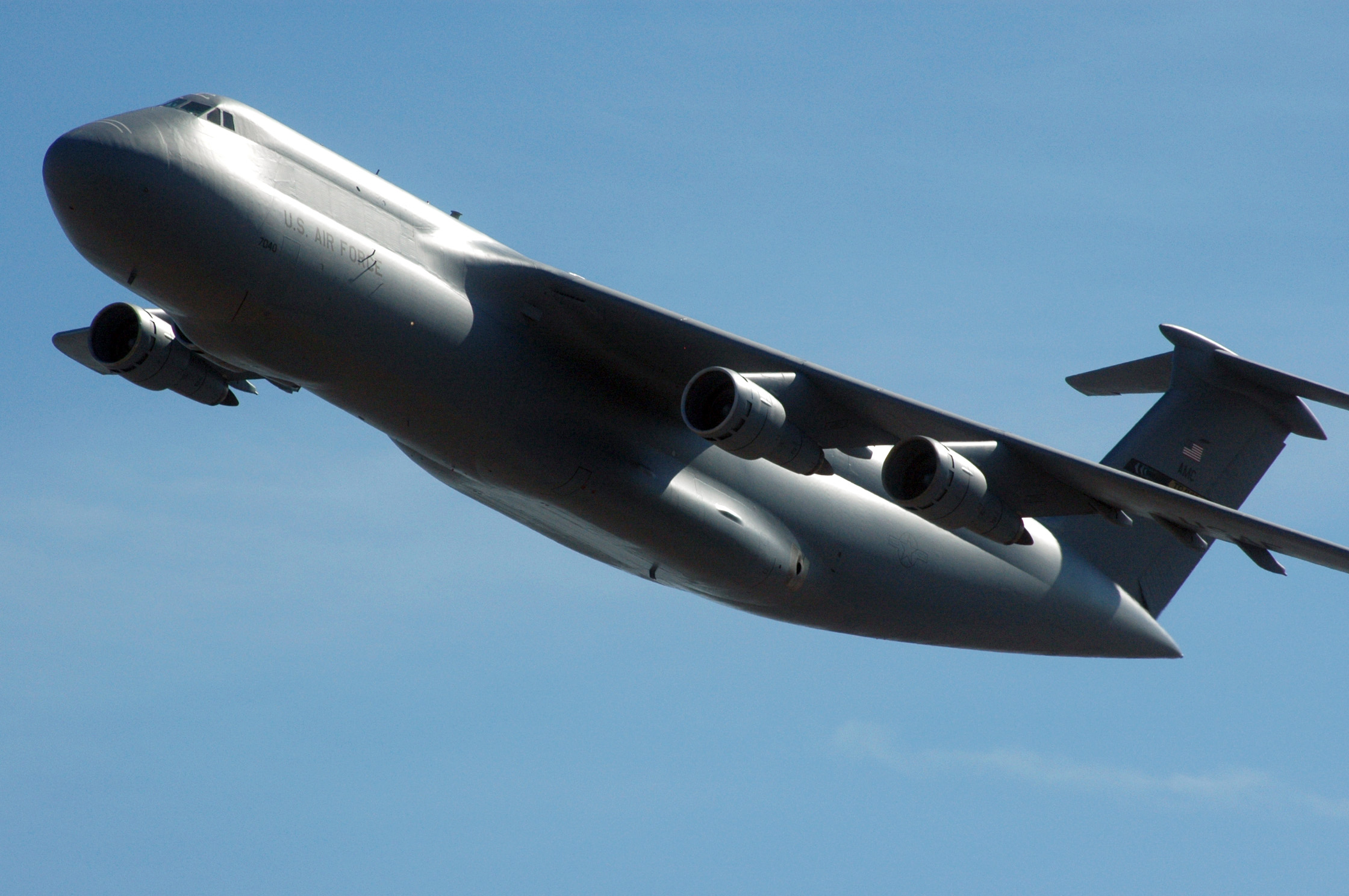
Важкий військово-транспортний літак C-5 «Гелексі» у небі над базою Робінс. 8 січня 2005
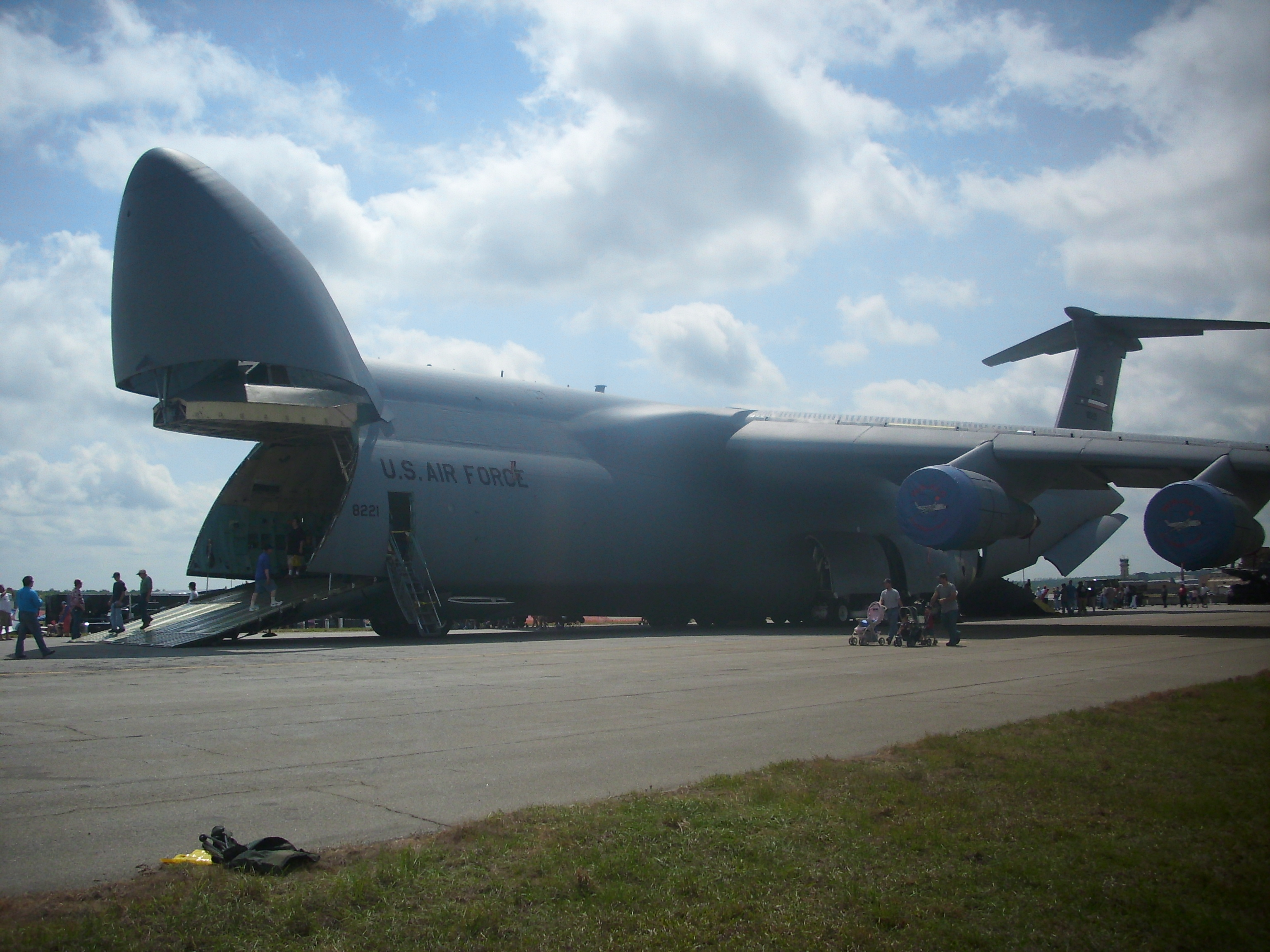
Важкий військово-транспортний літак C-5 «Гелексі» на злітній смузі. 2 травня 2009
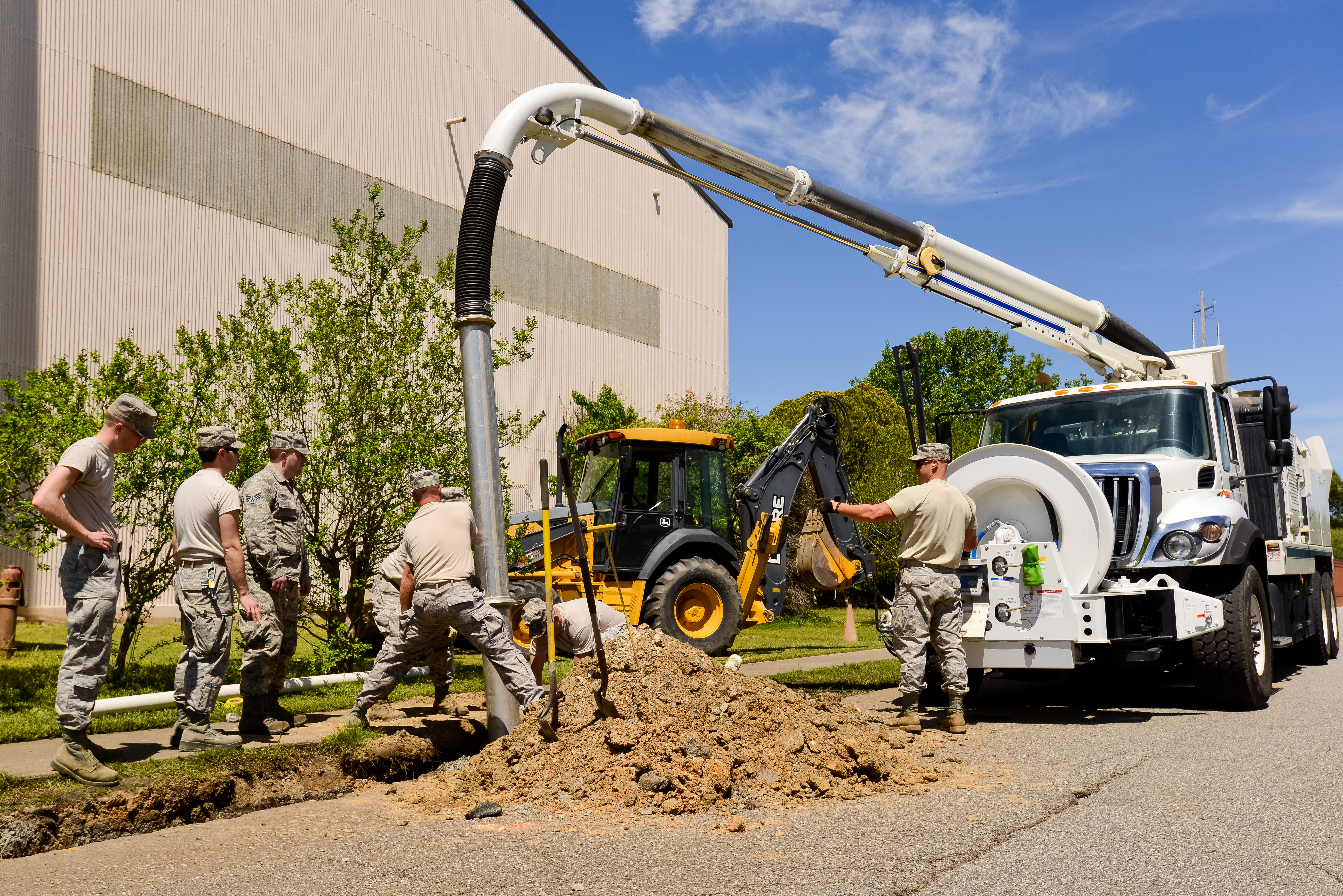
Ремонт дренажної системи авіабази силами 116-го інженерного цивільного ескадрону. 13 квітня 2013
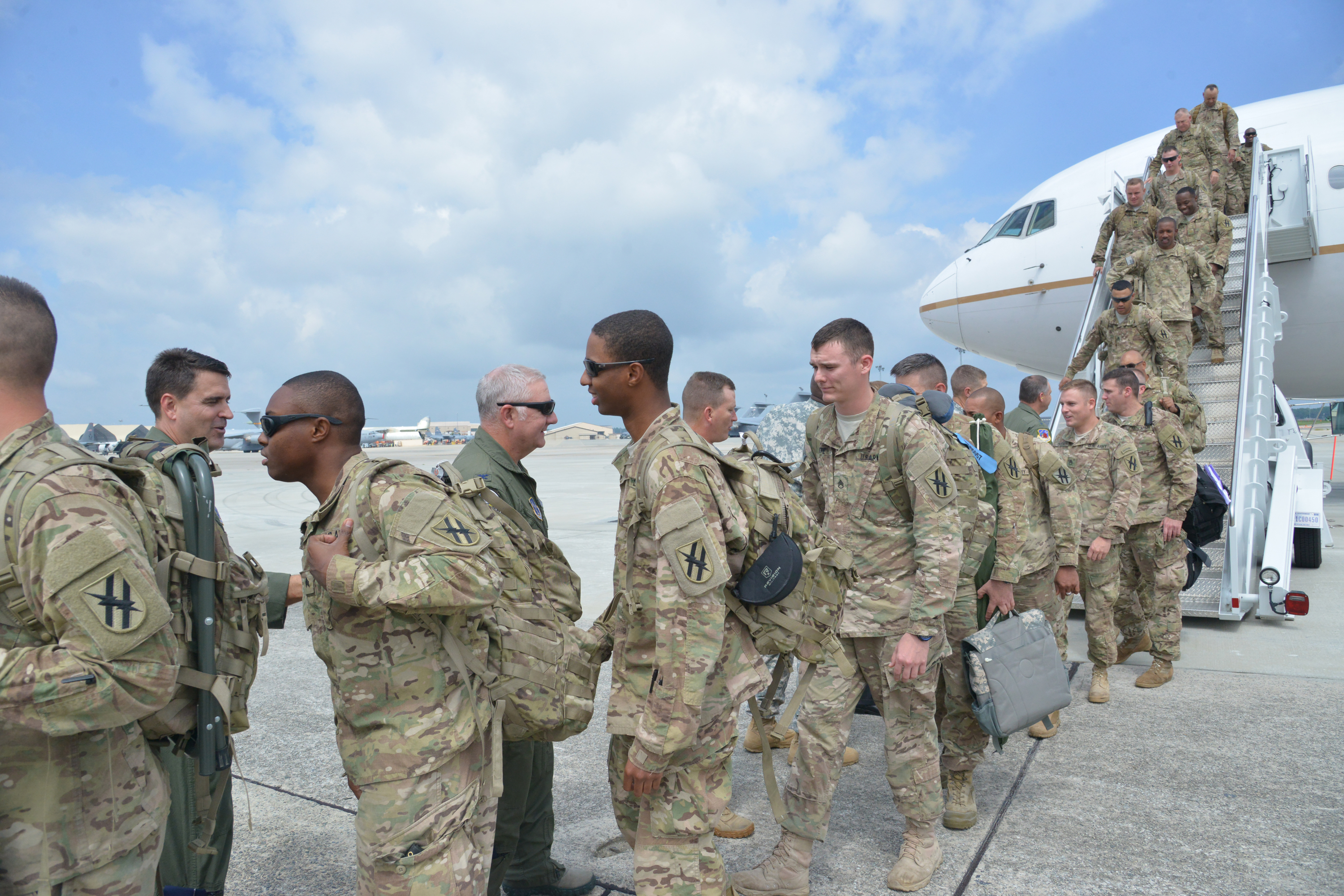
Зустріч на території авіабази компоненту, що прибув з Афганістану. 16 вересня 2014
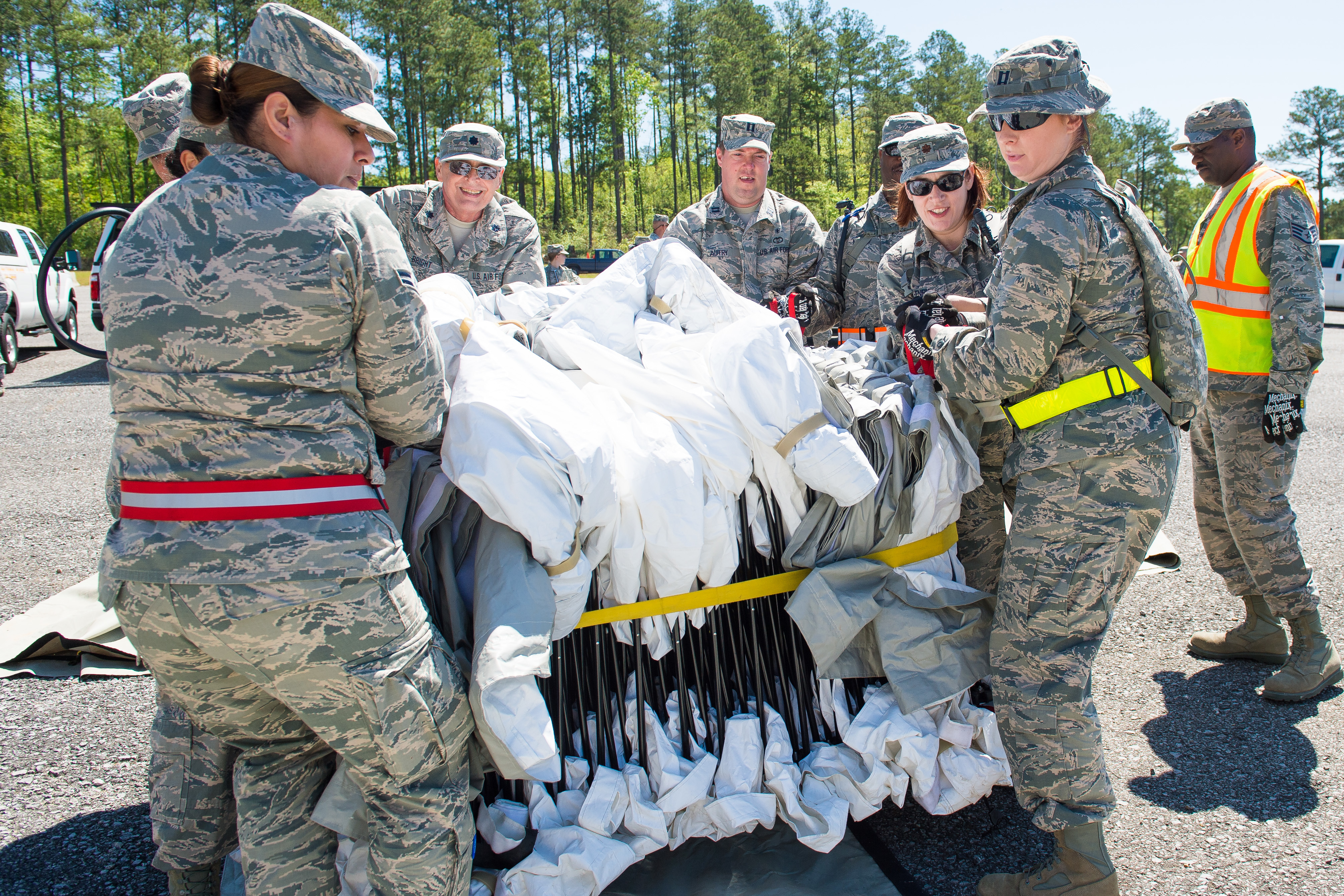
Тренування 116-ї медичної групи в розгортанні мобільного медичного госпіталю на польових навчаннях. 17 квітня 2016
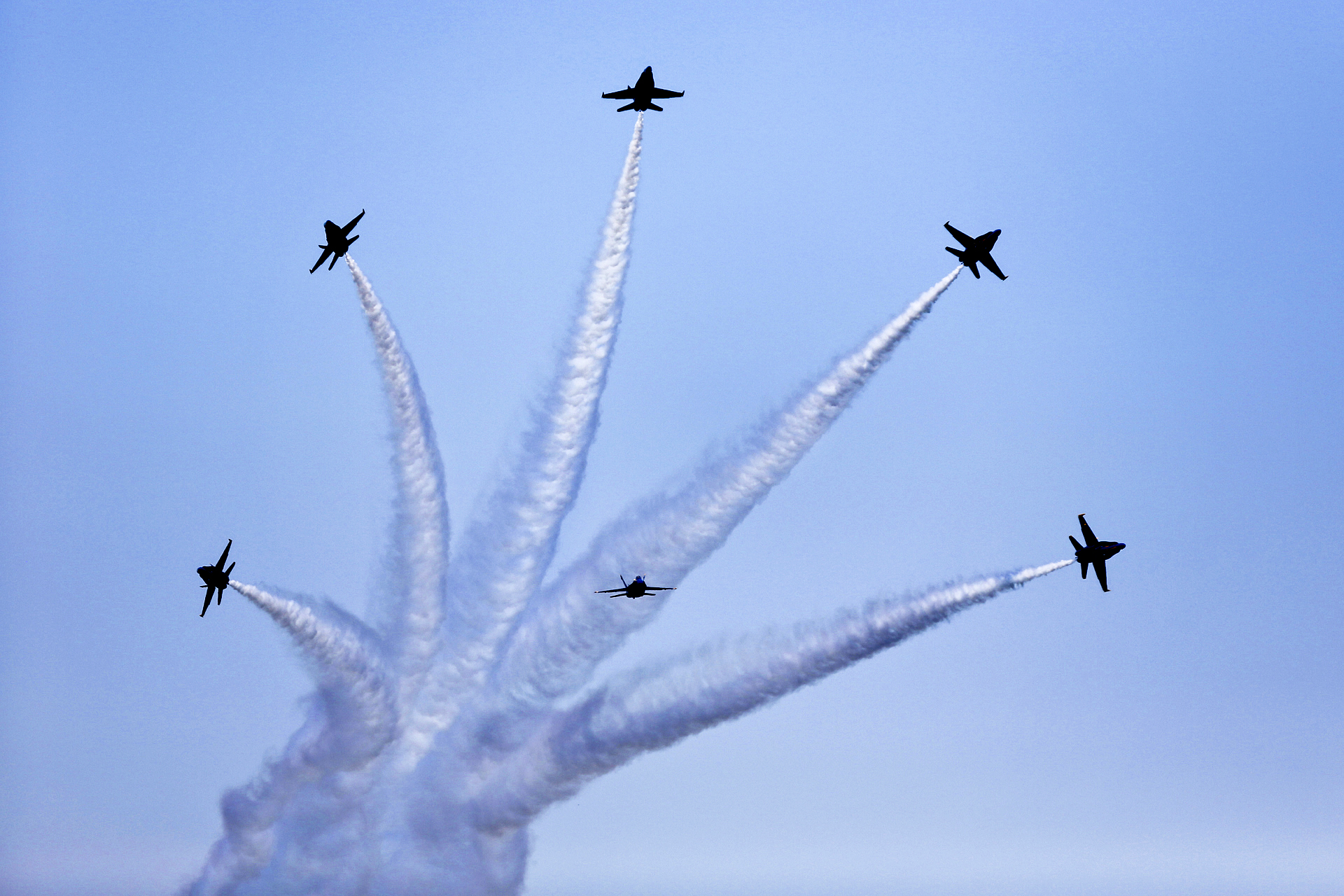
Демонстраційні польоти авіаційної групи «Блакитні янголи» на авіабазі Робінс. 29 квітня 2012
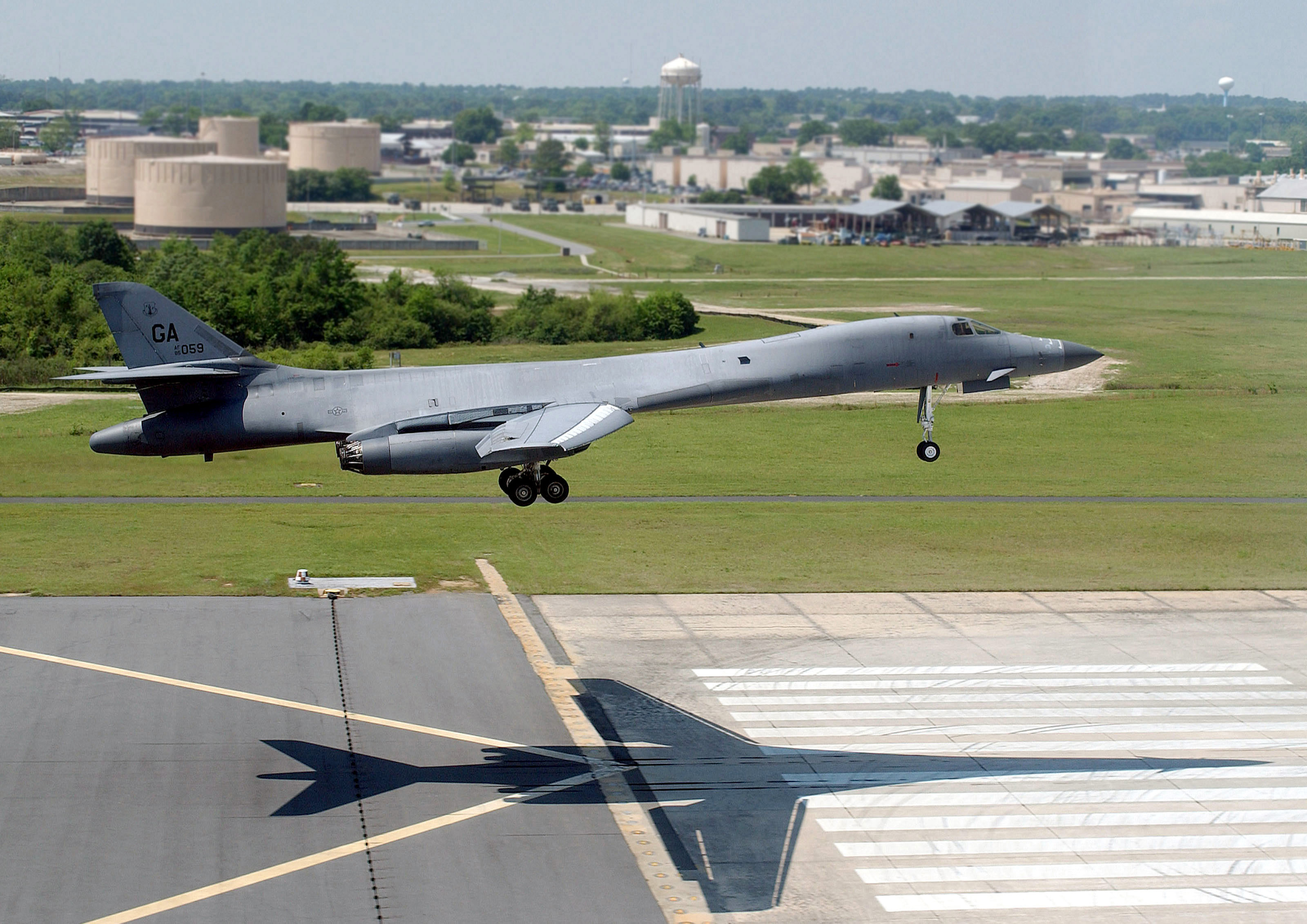
Посадка стратегічного бомбардувальника B-1 Lancer на ЗПС бази. 19 квітня 2002
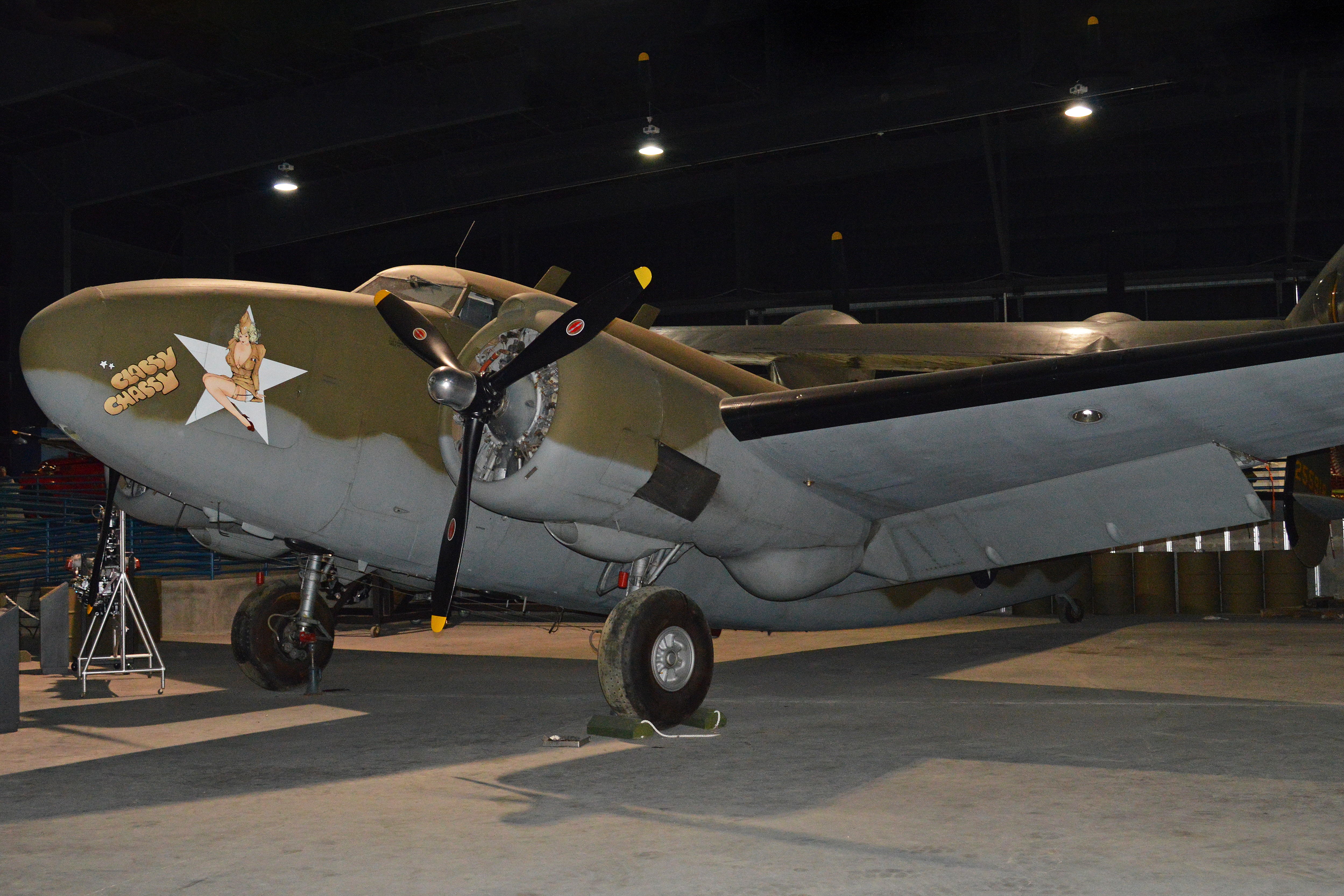
Пасажирський літак часів Другої світової війни C-60A Lodestar  у музеї авіації Ворнер-Робінс
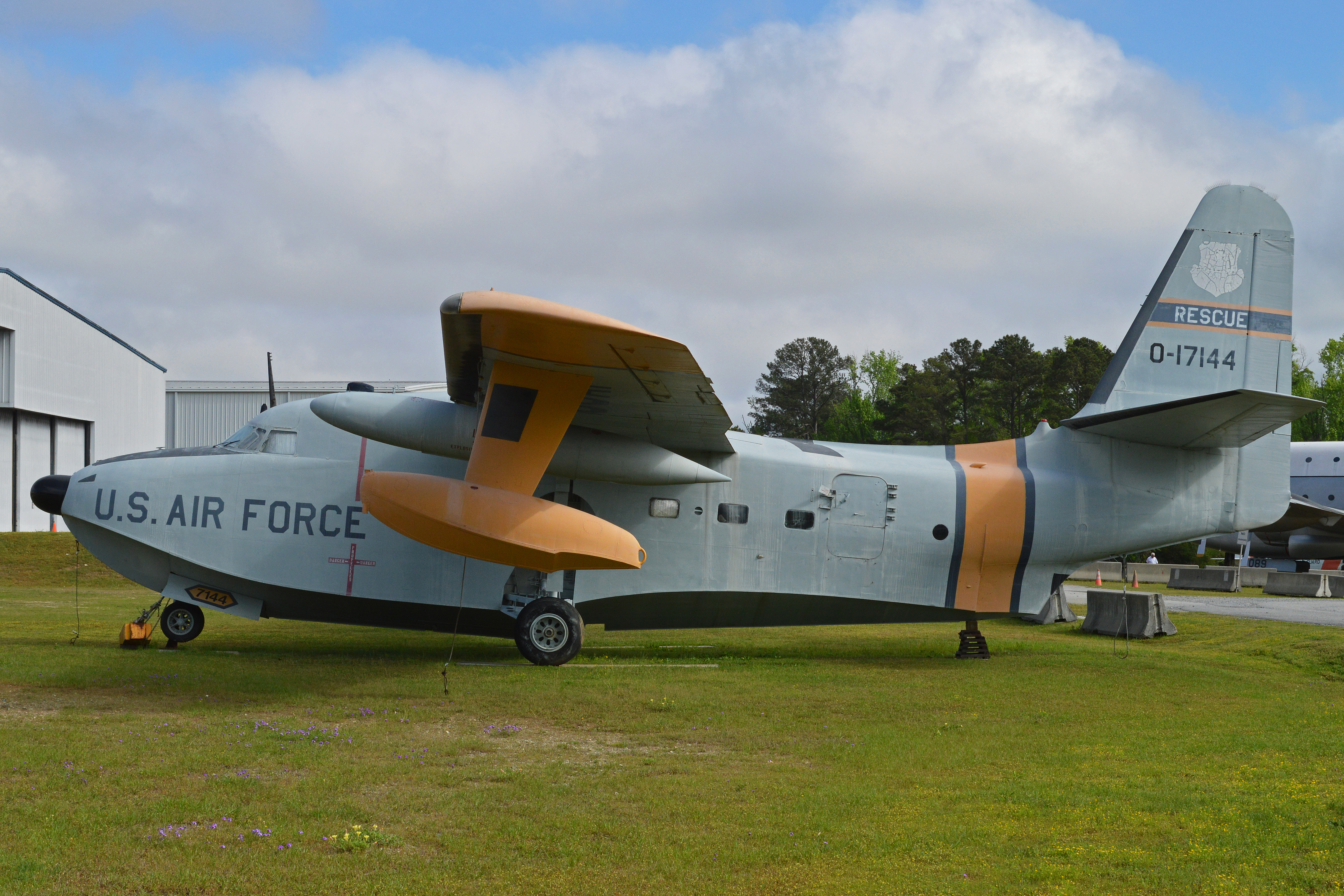
Літаючий човен HU-16 Albatross у музеї авіації Ворнер-Робінс
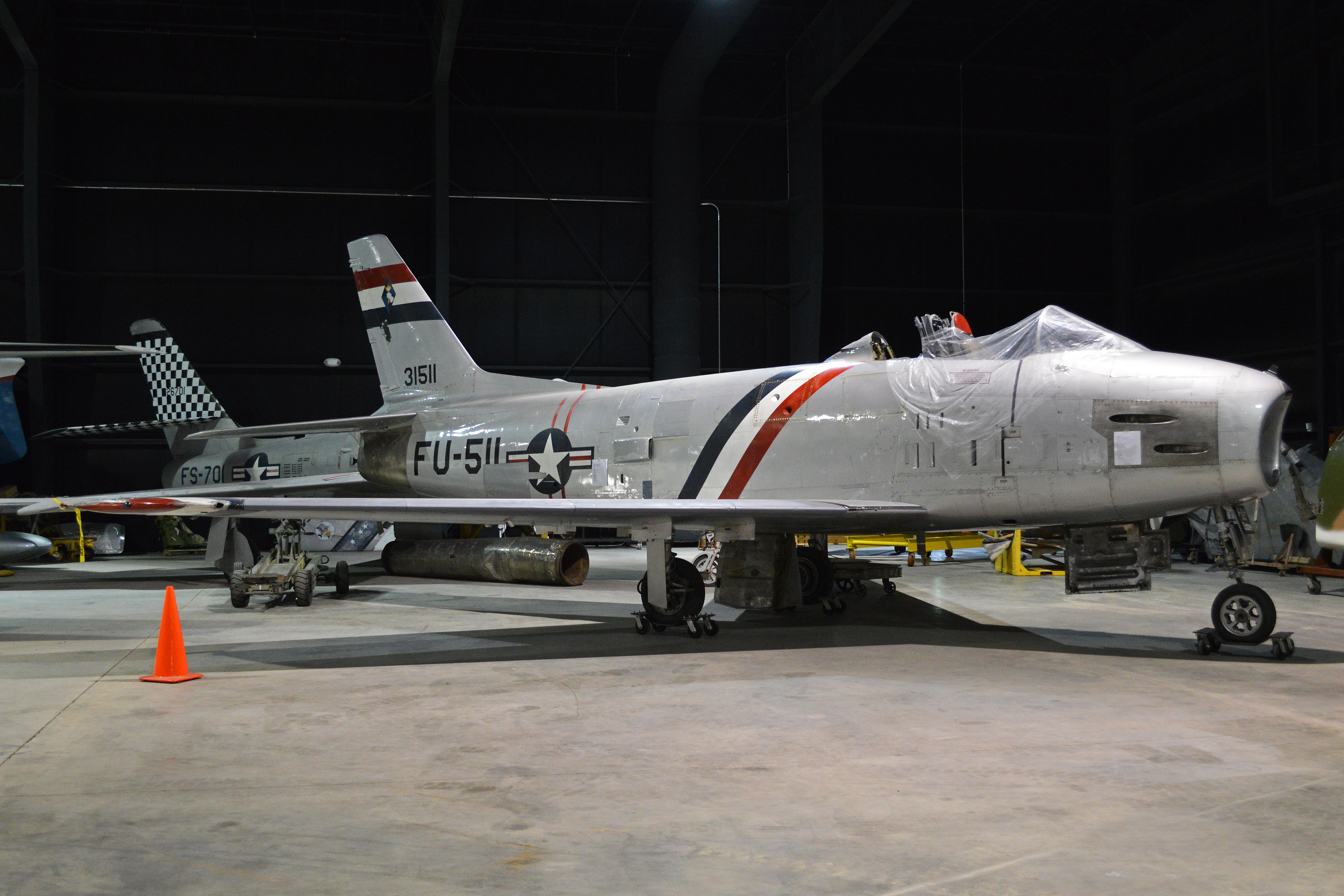
Винищувач-перехоплювач F-86D/K/L у музеї авіації Ворнер-Робінс
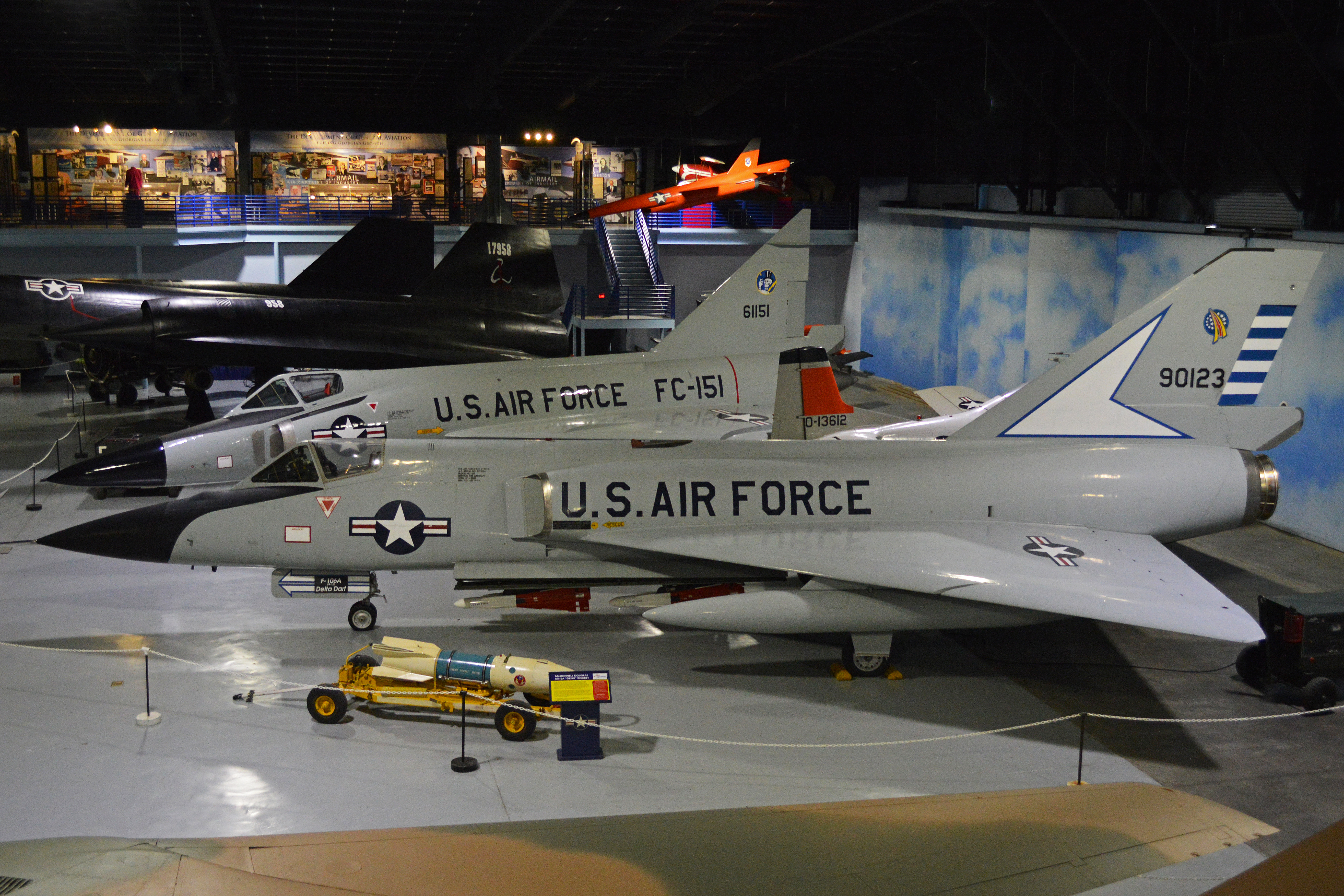
Винищувач-перехоплювач F-102A Delta Dagger у музеї авіації Ворнер-Робінс
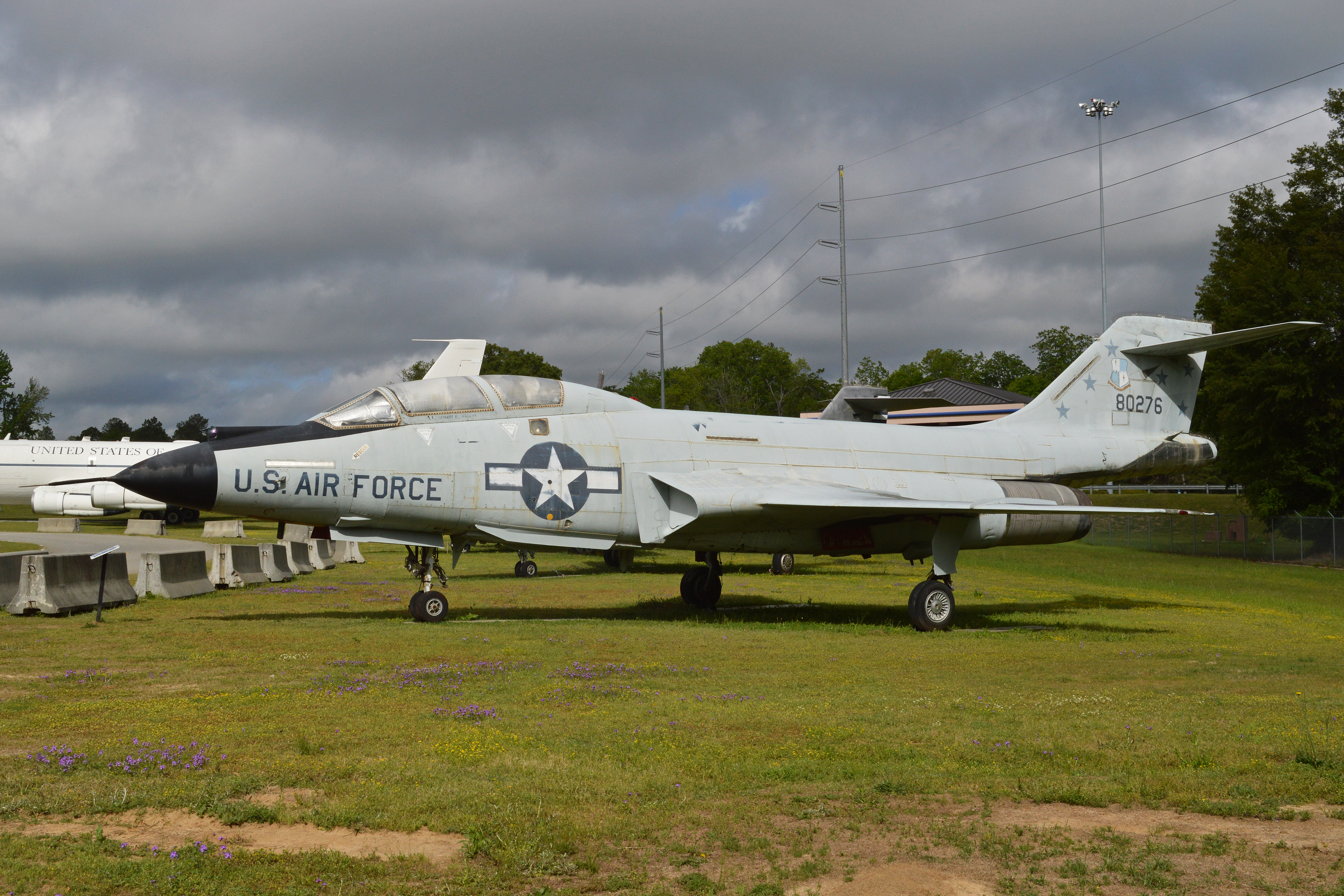
Винищувач F-101B Voodoo у музеї авіації Ворнер-Робінс
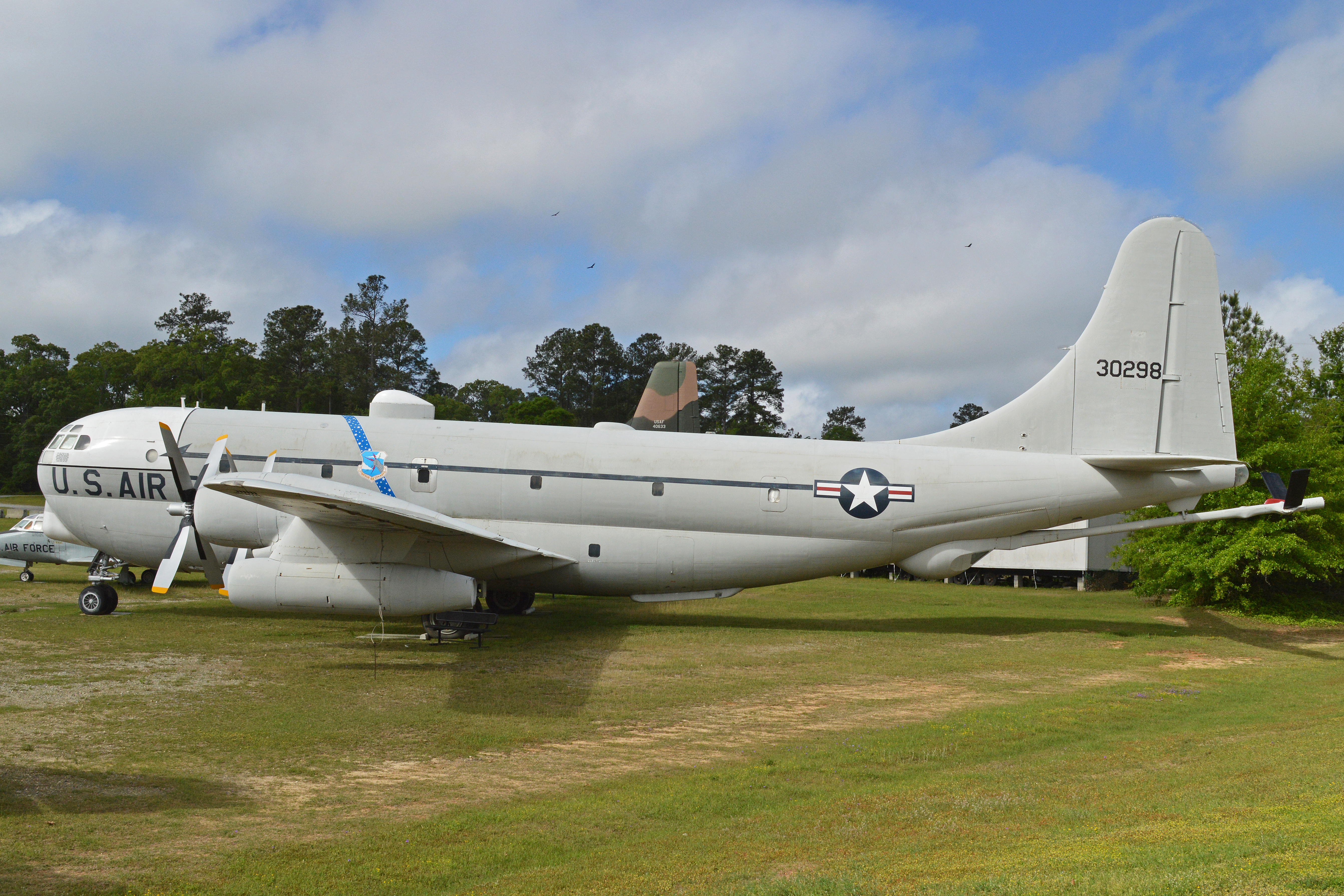
Літак-заправник KC-97 Stratofreighter у музеї авіації Ворнер-Робінс
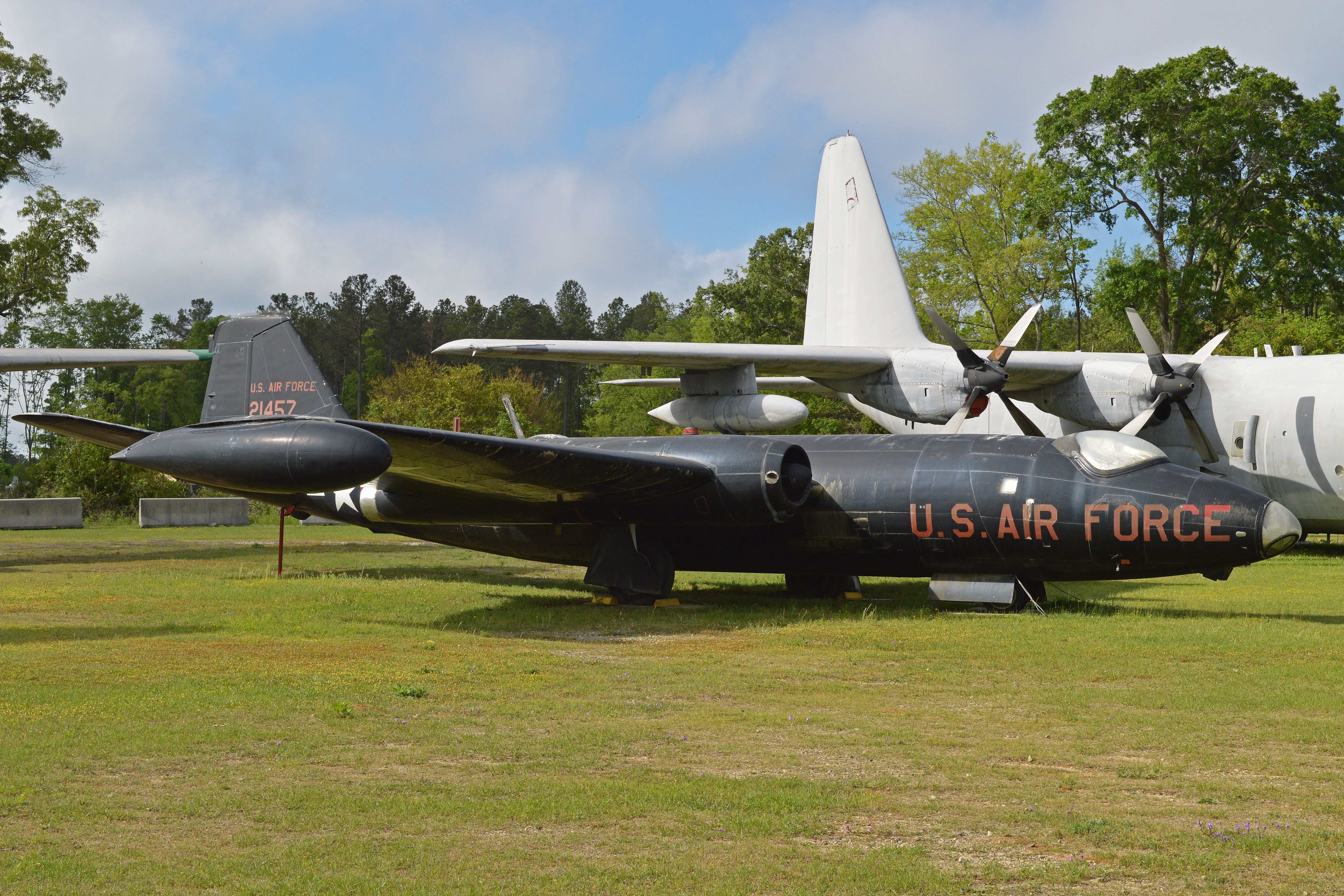
Тактичний бомбардувальник RB-57A Canberra у музеї авіації Ворнер-Робінс